# Moreno Sonderegger
Moreno Sonderegger (* 13. Juni 1994) ist ein Schweizer Unihockeyspieler auf der Position des Verteidigers. Sonderegger steht beim Nationalliga A-Verein UHC Waldkirch-St. Gallen unter Vertrag.

## Spielerkarriere
Bevor Sonderegger zum UHC Waldkirch-St. Gallen stiess, spielte er in den Juniorenmannschaften von Floorball Heiden. 2008 debütierte Sonderegger für die U18 des UHC Waldkirch-St. Gallen. Zur Saison 2015/16 wurde Sonderegger mit einem Profivertrag mit einer Laufzeit von drei Jahren ausgestattet.
Am 1. Februar 2017 gab der UHC Waldkirch-St. Gallen bekannt, dass der Vertrag von Sonderegger verlängert wird. 2019 beendete Sonderegger seine Karriere als Spieler.

## Trainerkarriere
2020 begann Sonderegger beim UHC Waldkirch-St.Gallen seine Karriere als Trainer und unterstützte den Staff der U18-Mannschaft unter der Leitung von Giacomo Bütler. 